# Henrik Sjöberg
Kristian Henrik Rudolf Sjöberg (Uppsala, 1875. január 20. – Marienlyst, Helsingør, 1905. augusztus 1.) svéd atléta, tornász, olimpikon. Svédország első olimpiai résztvevője. A Stockholms Amatörförening klub versenyzője volt.

## Élete
Sjöberg Uppsalában született, de Stockholmban nőtt föl. Fiatalkorától vonzotta a sport, amiben szerepet játszott bátyja, Sixtus, befolyása is. A két testvér néhány barátjával együtt 1890 szeptemberében alapította meg a Stockholms Amatörförening nevű sportklubot, amely Stockholm vezető sportegyesületévé nőtte ki magát az 1890-es években. 1893-ban beiratkozott az Uppsalai Egyetem orvosi karára.
Sjöberg Helsingørben egy uszodában lelte halálát. A halál okát illetően a források eltérnek: egy korabeli újsághír szerint szívroham végzett vele, míg egy másik híradás szerint a nyakát törte, amikor egy sekély medencébe fejest ugrott.

## Sportpályafutása
Svédország színeiben indult az Athénban megrendezett 1896. évi nyári olimpiai játékokon, ezzel ő volt az ország egyetlen svéd képviselője a játékokon és Svédország első olimpiai résztvevője. A 100 méteres síkfutás harmadik középdöntőjében a 4. vagy az 5. helyen végzett, így nem sikerült bejutnia a döntőbe. Magasugrásban 160 centiméteres eredményt ért el, ezzel a negyedik helyen végzett a versenyszám ötfős mezőnyében. A versenyen távolugrásban is indult, de sem elért eredménye, sem végső helyezése nem ismert. Részt vett a diszkoszvetés versenyszámában is, de helyezéséről nincs adat. A tornaszámok közül részt vett az ugrásgyakorlatban, de eredményéről nem maradtak fenn adatok.
Az 1898-as svéd atlétikai bajnokságon aranyérmet szerzett a kétkezes gerelyhajításban 60,94 méteres eredménnyel.